# Gilles Bornais
Œuvres principales
- Le Diable de Glasgow
- Ali casse les prix
- J'ai toujours aimé ma femme

Gilles Bornais, né le 19 novembre 1958, est un écrivain et un journaliste français, auteur de romans.

## Biographie
Il habite successivement à Clichy (92), Saint-Gratien (95), Epinay-sur-Seine (93) et Enghien-les-Bains (95), et passe son baccalauréat en section sports-études natation à Vichy. Il est nageur de niveau national en papillon, champion de France Masters et 4e aux championnats du monde Masters en 1998. Il fait des études supérieures à l'université Paris XIII où il obtient une maîtrise de sciences et techniques de l'édition. Entraîneur de natation, il est pigiste pour le compte du journal Le Parisien en 1979, devient rédacteur au service des sports en 1982, puis est successivement reporter sportif et chef d'édition. Il occupe ensuite pendant plusieurs années les postes de rédacteur en chef et directeur général délégué de L'Écho républicain à Chartres avant d'être nommé rédacteur en chef et directeur de la réalisation du Parisien en 2005, puis directeur de la rédaction de France-Soir en 2009. Il dirige aujourd'hui une société de conseil et de formation dans les médias.[réf. souhaitée]
En littérature, il amorce sa carrière en 2001 avec Le Diable de Glasgow un roman policier historique, mâtiné de fantastique, qui se déroule dans la Grande-Bretagne de la fin du XIXe siècle. Y apparaît pour la première fois le détective Joe Hackney de Scotland Yard, envoyé par son chef à Glasgow, en Écosse, pour aider la police locale à élucider une série de meurtres extrêmement étranges. « Issu des bas-fonds londoniens, petit et boiteux, mais intelligent et intuitif, l'ombrageux Hackney, ancien délinquant devenu policier pour échapper à la prison, […] doit collaborer avec Douglas Buchanan, un jeune dandy bureaucrate issu d'un milieu aisé et qui ne connaît rien aux réalités de la rue. » Dans l'aventure suivante, Le Bûcher de Saint-Enoch (2005), Hackney enquête sur le meurtre d'une femme retrouvée au sommet du terril d'une mine, puis, non loin de là, sur cinq cadavres découverts brûlés dans la cathédrale Saint-Enoch. « L'intrigue se déroule dans l'Écosse industrielle de 1889, période de lutte sociale des fondeurs et des mineurs. » .La série s'est poursuivie avec Le Mystère Millow (2007), Les Nuits rouges de Nerwood (2010), Le Trésor de Graham (2011), Le Sang des Highlands (2019), Le Tartan noir (2023).
Gilles Bornais a également signé un roman noir, Le Serin de monsieur Crapelet (2002), ainsi que des romans policiers plus classiques, comme Franconville, bâtiment B (2001), paru dans la Série noire, et Ali casse les prix (2004).
Plus récemment, 8 minutes de ma vie (2012) est le récit d'une nageuse de haute compétition, J'ai toujours aimé ma femme (2014), une étude psychologique sur le couple moderne, Une nuit d'orage (2016), l'histoire d'un homme qui revient dans le village de son enfance 23 ans après qu'un meurtre y a été commis, et Les Oiseaux du Bronx, un roman qui met en scène une avocate new-yorkaise qui tente d'obtenir la libération anticipée d'un homme condamné à une lourde peine pour viol (2023). Outre ses romans, Gilles Bornais a écrit un essai, Le Nageur et ses Démons, paru en 2019 aux Editions François Bourin, et  qui a été récompensé du Prix du Document Sportif (Prix du Comité national olympique et sportif français) décerné par l'Association des Écrivains Sportifs. Une version actualisée et enrichie de cet ouvrage a été publié en 2024 par les éditions Paulsen. En 2025, il publie Les Aventuriers de la Nage, Des évadés évadés d'Alcatraz aux héros de la Manche, qui racontent les aventures, glorieuses ou tragiques, célèbres ou méconnues, d'hommes et de femmes face à l'inconnu, au danger, ainsi qu'à l'épreuve de choix et de la liberté. Gertrude Ederle, Jacques Tuset, Aurélie Muller, Stéphane Krause et d'autres se jettent à l'eau et affrontent parfois des courants hostiles.
Un court métrage titré "Ali casse les Prix"  tourné à Besançon, inspiré de son roman éponyme et produit par Dominique Besnehard, a été présenté en août 2021 au festival du film d'Angoulême.
Il est, depuis 2019, membre du jury du Prix Rive Gauche à Paris.

## Œuvre

### Romans

#### SérieJoe Hackney
- Le Diable de Glasgow, Vallauris, Atout éditions, coll. Pique rouge , 2001  (ISBN 2-912742-18-8) ; réédition, Paris, Pocket no 11807, 2004  (ISBN 2-266-12931-7) ; réédition, Paris, UGE, 10/18. Grands détectives no 4144, 2008,  (ISBN 978-2-264-04683-3) ; réédition, Paris, Éditions du Masque, Masque poche 2016  (ISBN 978-2702445709), réédition,Éditions Gaelis 2023  (ISBN 978-2381651002)
- Le Bûcher de Saint-Enoch, Paris, Grasset, coll. Grasset noir, 2005  (ISBN 2-246-68041-7) ; réédition, Paris, UGE, 10/18. Grands détectives no 4206, 2009  (ISBN 978-2-264-04672-7)
- Le Mystère Millow, Paris, Grasset, coll. Grasset noir, 2007  (ISBN 978-2-246-72371-4) ; réédition, Paris, UGE, 10/18. Grands détectives no 4340, 2010  (ISBN 978-2-264-04735-9)
- Les Nuits rouges de Nerwood, Éditions Pascal Galodé, 2011  (ISBN 978-2-35593-137-6) ; réédition, Paris, Éditions du Masque, Masque poche no 24, 2013  (ISBN 978-2-7024-3934-0)
- Le Trésor de Graham, Éditions Pascal Galodé, 2012  (ISBN 978-2-35593-195-6)
- Le Sang des Highlands, City Editions, 2019,  (ISBN 978-2-8246-1425-0)
- Le Tartan noir, Éditions Gaélis, 2023,  (ISBN 978-2-38165-112-5)

#### Autres romans
- Le Serin de monsieur Crapelet, Atout éditions, 2001  (ISBN 2-912742-26-9)
- Ali casse les prix, Paris, Grasset, 2004  (ISBN 2-246-66761-5), réédition Global Group (Chine)
- Franconville, bâtiment B, Paris, Gallimard, Série noire no 2628, 2001  (ISBN 2-07-049972-3) ; réédition Éditions Pascal Galodé, 2011  (ISBN 978-2-35593-142-0)
- 8 minutes de ma vie, Paris, J.-C. Lattès, 2012  (ISBN 978-2-7096-4237-8)
- J'ai toujours aimé ma femme, Paris, Fayard, 2014  (ISBN 978-2-2136-7885-6), Litos (poche), 2025  (ISBN 978-2-38506-136-4)
- Une nuit d'orage, Paris, Fayard, 2016  (ISBN 978-2-2136-8112-2)
- Les Oiseaux du Bronx, Éditions Blacklephant, 2023  (ISBN 978-2-49304-333-7)

### Essais
- Le Nageur et ses démons, Paris, François Bourin, 2019  (ISBN 979-1-0252-0452-8)
- Le Nageur éternel, Paris, Paulsen Poche, 2024  (ISBN 978-2375023518)
- Les aventuriers de la nage, Des évadés d'Alcatraz aux héros de la Manche, Paris, Éditions du Rocher, 2025  (ISBN 978-2-268-11193-3)

## Prix et distinctions
- Prix Griffe Noire du meilleur roman policier français en 2001 pour Le Diable de Glasgow
- Prix de la Meulière Noire en 2009 pour la réédition en poche de Le Diable de Glasgow
- Prix Polar dans la ville en 2002 pour Le Serin de Monsieur Crapelet
- Sélection rentrée littéraire 2014 Page des Libraires pour J'ai toujours aimé ma femme
- Prix du Document Sportif (Association des Écrivains Sportifs) 2019 pour Le Nageur et ses Démons

## Sources
- Claude Mesplède, Dictionnaire des littératures policières, vol. 1 : A - I, Nantes, Joseph K, coll. « Temps noir », 2007, 1054 p. (ISBN 978-2-910-68644-4, OCLC 315873251), p. 265-266.